# Белая перчатка (картина Ламберта)
«Белая перчатка» (англ. The White Glove) — портрет кисти австралийского художника Джорджа Вашингтона Ламберта, написанный в 1921 году. Находится в коллекции Художественной галереи Нового Южного Уэльса в Сиднее.

## Описание
На картине изображена мисс Глэдис Невилл Коллинз, дочь Дж. Коллинза, юриста, чертёжника парламента штата Виктория и попечителя Публичной библиотеки, музеев и Национальной галереи Виктории. Ламберт написал портрет в манере полотна Джошуа Рейнольдса «Сара Сиддонс в образе музы Трагедии» (1783). Картина также предполагает, что художник был знаком с портретом Эны Вертхаймер Джона Сингера Сарджента «A Vele Gonfie» 1905 года.
Наклонённая голова мисс Коллинз, её полуоткрытый рот, полузакрытые глаза и почти обнажённая правая рука предполагают индивидуальную чувственность, но они также указывают на форму кодифицированного поведения.
Живая палитра произведения Ламберта значительно отличалась от «преобладающих портретов коричневых тоналистов», которые были в моде у других австралийских художников-портретистов в то время. В письме своей жене Эми Ламберт описал картину как «дикий лихой портрет».

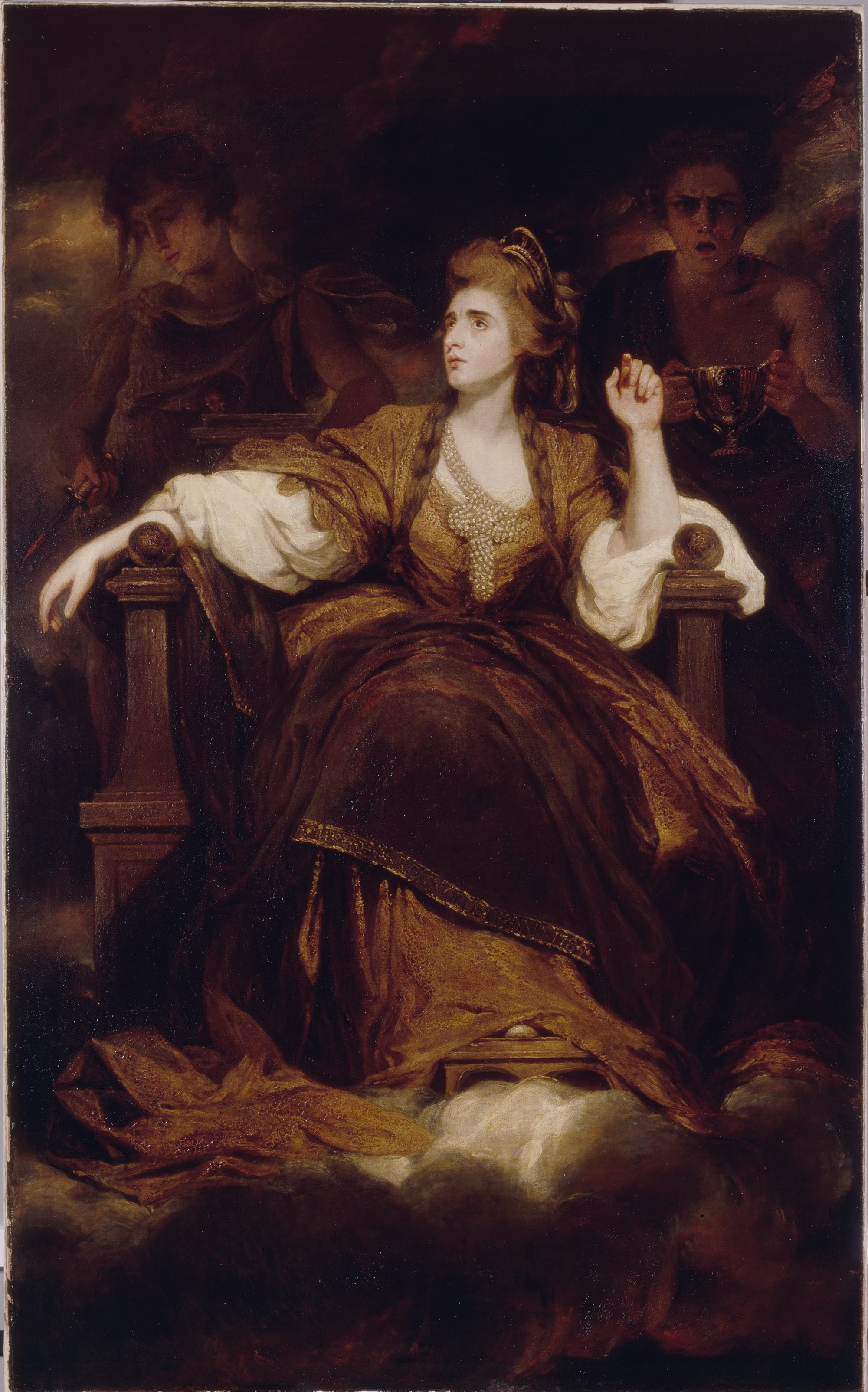
Дж. Рейнольдс «Сара Сиддонс в образе музы Трагедии» (1783).
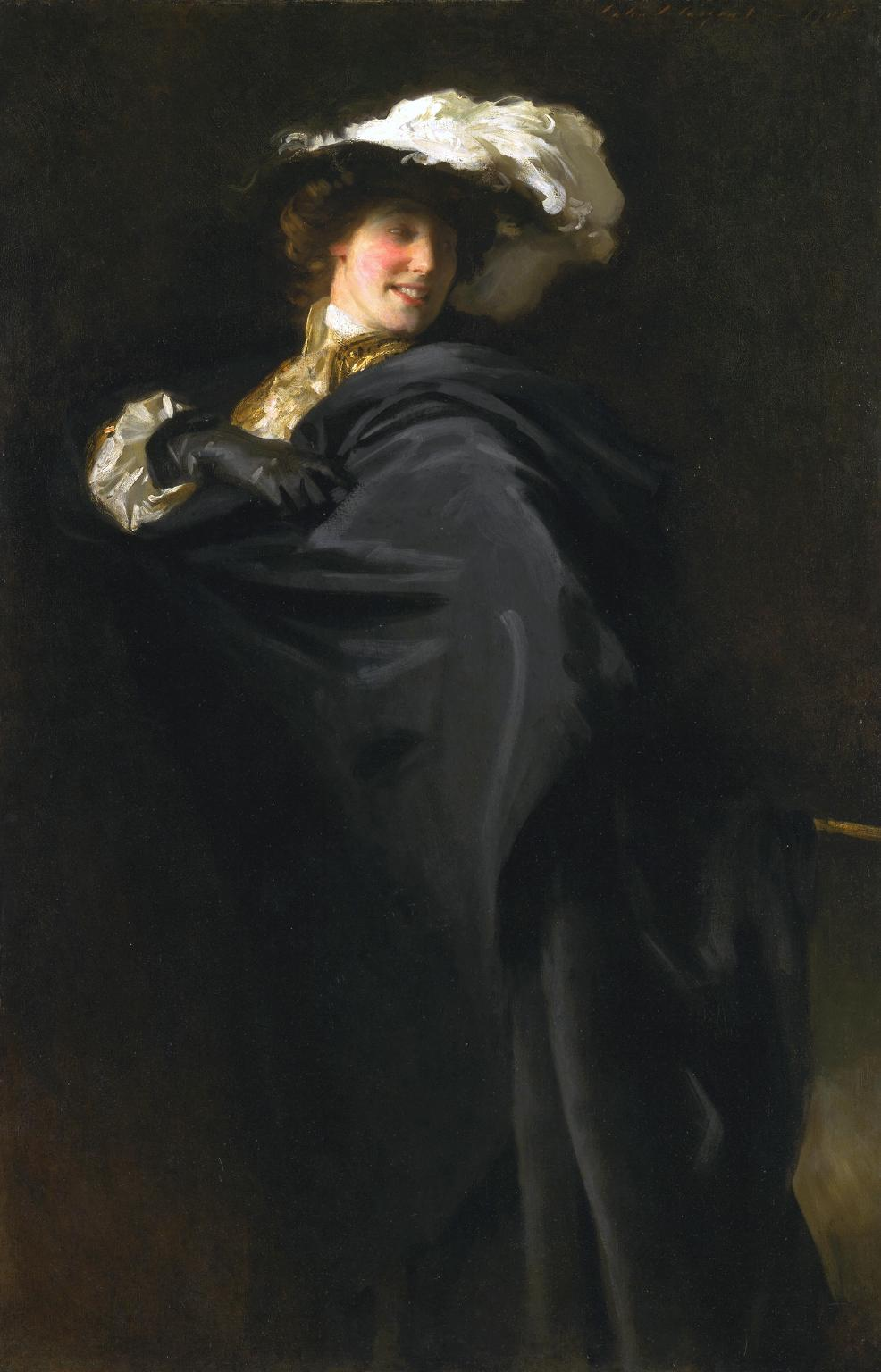
Дж. Сарджент «A Vele Gonfie» (1905)

## История

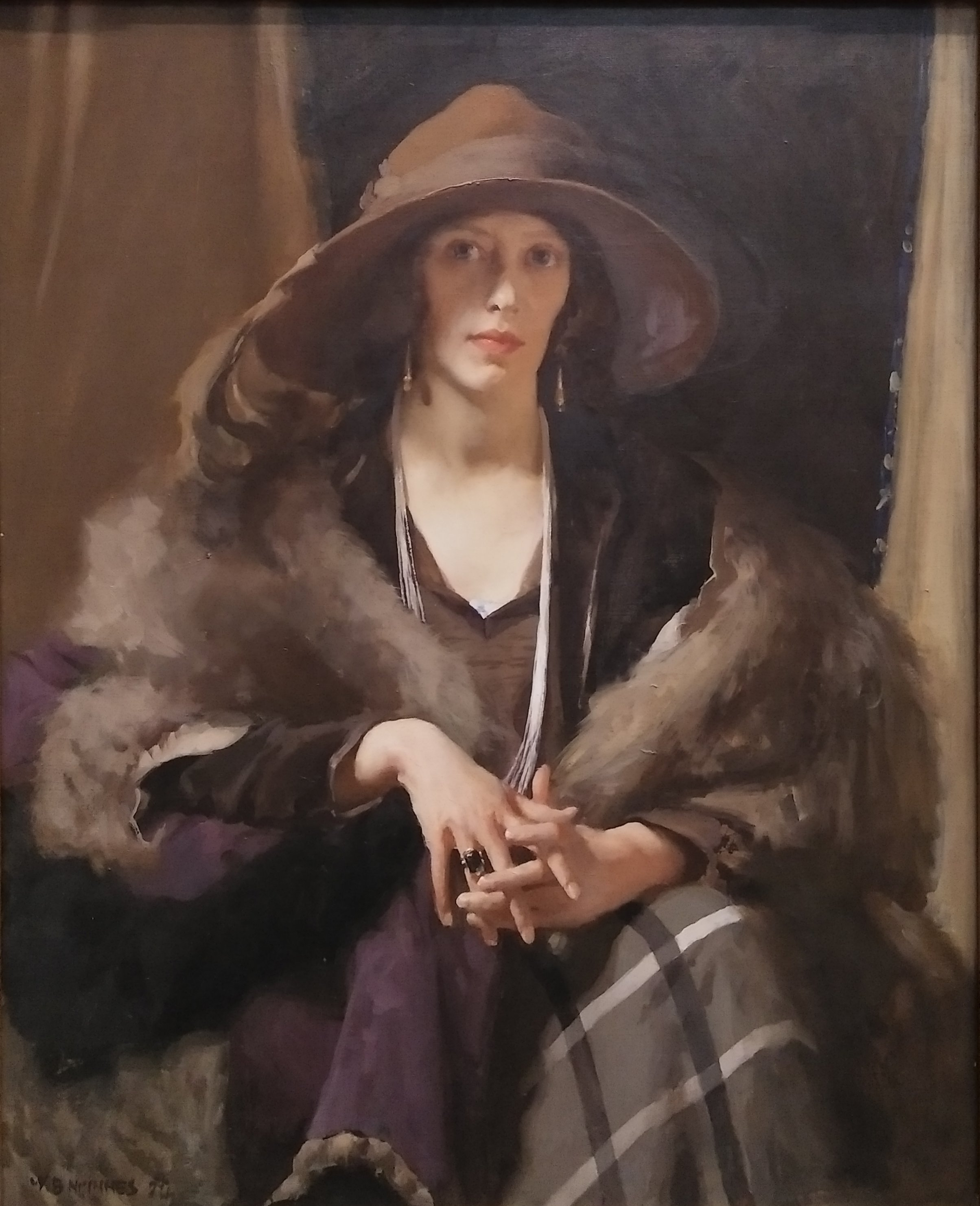
«Мисс Коллинз», У. Макиннес (1924, Художественная галерея Южной Австралии)

Картина была приобретена Художественной галереей Нового Южного Уэльса за 600 гиней в 1922 году, что на тот момент было самой высокой ценой, уплаченной общественной галереей за портрет австралийского художника. Работа остаётся в коллекции галереи.
Другой портрет мисс Коллинз был написан в 1924 году австралийским художником-портретистом Уильямом Бекуитом Макиннесом.